# LNWR-Klasse Coal Tank
Die LNWR-Klasse Coal Tank, auch nach dem Designer Francis Webb Webb Coal Tank genannt, war eine Baureihe von Tenderdampflokomotiven mit der Achsfolge C1’ für den Güter- und Personenverkehr. Die London and North Western Railway (LNWR) beschaffte zwischen 1881 und 1897 insgesamt 300 Exemplare dieser Lokomotiven. Sie basierten auf der Schlepptenderlokomotive Klasse 17in Coal der LNWR, von welcher der Name Coal Tank übernommen wurde.

## Geschichte
Zwischen 1873 und 1892 ließ Francis Webb insgesamt 500 Lokomotiven der 17in-Coal-Klasse fertigen, die speziell für den langsamen Güterverkehr konzipiert waren. Aus dieser Baureihe ging eine Tenderlokomotiven-Variante hervor, die unter dem Namen Coal Tank bekannt wurde. Auch sie entstand in den Crewe Works der LNWR in Crewe und griff weitgehend auf bereits etablierte Standardbauteile zurück.
Wie bei vielen Eisenbahngesellschaften jener Zeit war es üblich, neuen Lokomotiven die Betriebsnummern zuvor ausgemusterter Fahrzeuge zuzuweisen, sofern der Gesamtbestand an Lokomotiven nicht erweitert wurde. Dadurch entstanden keine fortlaufenden Nummernblöcke, sondern eine uneinheitliche Nummerierung, die keine Rückschlüsse auf das Alter der Lokomotiven oder Ablieferungsreihenfolge zulässt.
Die Lokomotiven der Coal-Tank-Klasse wurden auf dem gesamten Streckennetz der LNWR eingesetzt. Ihre robuste Konstruktion bewährte sich im Laufe der Zeit nicht nur im Güterverkehr, sondern erwies sich auch als zuverlässig im Einsatz für den Personenverkehr – trotz der Bremsanlage, die in der Bedienung herausfordernd war.
Im Zuge der Gruppierung der britischen Eisenbahngesellschaften zu vier großen Gesellschaften im Jahr 1923 wurde die LNWR in die London, Midland and Scottish Railway (LMS) eingegliedert. Von den ursprünglich gebauten 300 Lokomotiven der Coal-Tank-Klasse übernahm die LMS insgesamt 293 Exemplare, die fortan die Betriebsnummern 7550 bis 7841 trugen. Zahlreiche dieser Maschinen wurden zusätzlich für den Einsatz in Wendezügen ausgerüstet, wobei für die Wendezugsteuerung ein System zum Einsatz kam, das Vakuum als Arbeitsmedium verwendete.
Im Rahmen der Verstaatlichung der Eisenbahnen im Jahr 1948 übernahm British Railways (BR) noch 64 Lokomotiven der Coal-Tank-Klasse. Acht Maschinen erhielten keine BR-Nummer mehr. Die verbleibenden 56 Lokomotiven erhielten die Betriebsnummern 58880 bis 58935. Noch im selben Jahr schieden jedoch 23 Lokomotiven aus dem Bestand aus, sodass nur noch 41 Exemplare im Dienst standen.
Bis zu diesem Zeitpunkt waren die meisten Lokomotiven der Coal-Tank-Klasse in Südwales im Einsatz, hauptsächlich in den Depots von Abergavenny, Tredegar und Swansea. Weitere Maschinen verrichteten ihren Dienst in Nordwales, im südlichen Lancashire sowie in der Region Birmingham. Drei Lokomotiven waren in Buckinghamshire stationiert. 
In Liverpool waren elf Lokomotiven im Depot Edge Hill beheimatet, wo sie vor allem auf der Canada Dock Line verkehrten – der Verbindung zwischen dem Bahnhof Liverpool Lime Street und Bootle. Zudem wurden sie für Boat Trains eingesetzt, die von Edge Hill durch den Victoria- und den Waterloo-Tunnel zur Riverside Station verkehrten. Allerdings stellte sich der vergleichsweise lange Radstand der Coal-Tank-Lokomotiven als Nachteil für die engen Kurvenradien im Hafengebiet heraus.
Im Laufe der Jahre schrumpfte der Bestand an Coal-Tank-Lokomotiven stetig. Allein im Jahr 1954 wurden zehn Maschinen ausgemustert, gefolgt von weiteren vier Exemplaren im Jahr 1955. Damit blieb lediglich die Lokomotive Nr. 1054 im aktiven Dienst erhalten, bis sie schließlich 1958 als letzte ihrer Baureihe ausgemustert wurde und als historische Lokomotive erhalten blieb.

## Erhaltene Lokomotive

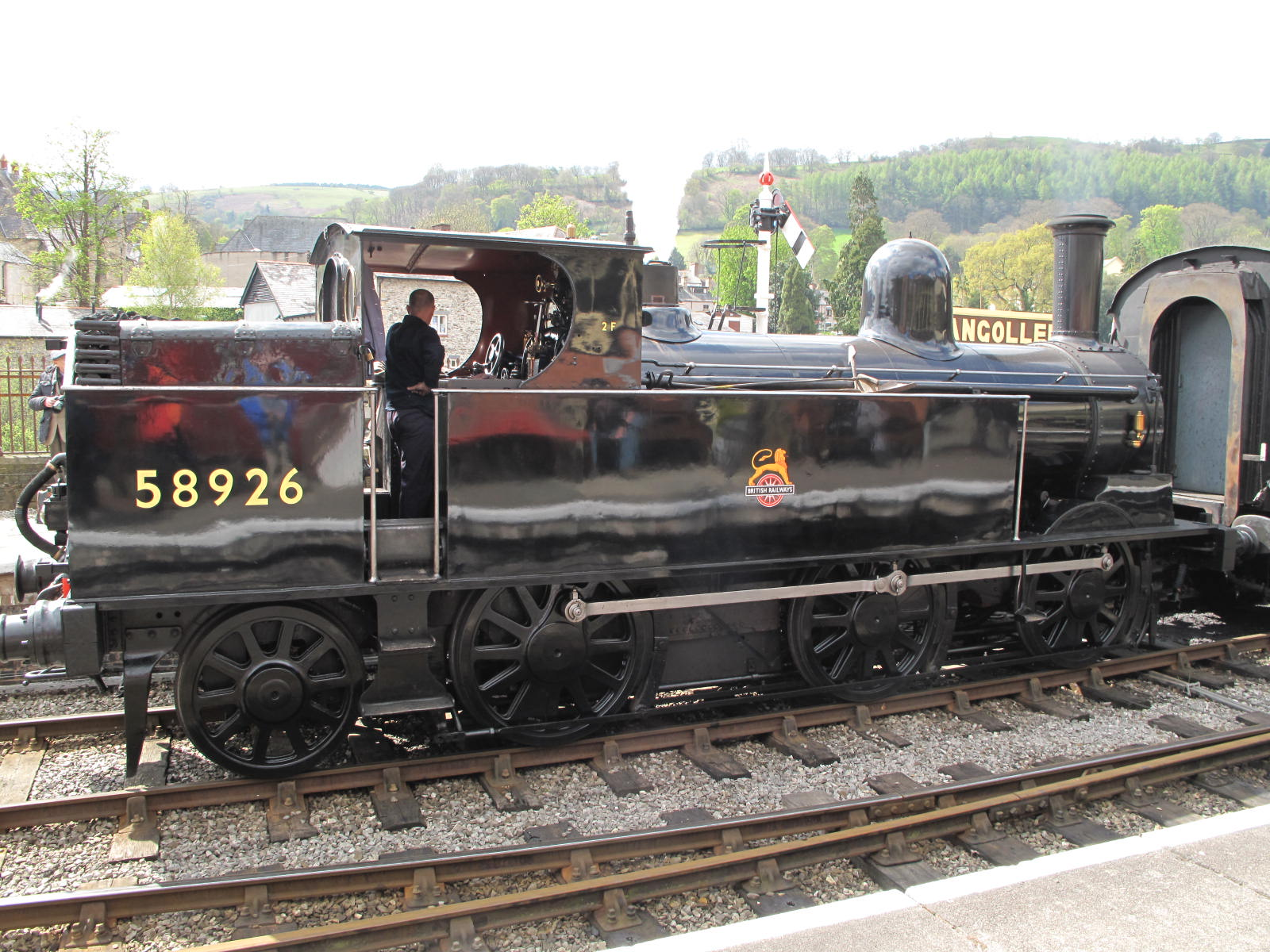
Webb Coal Tank LMS-Nr. 1054 als BR-Nr. 58926 im Einsatz

Die Lokomotive Nr. 1054 ist betriebsfähig erhalten. Sie wurde 1888 in den Crewe Works gebaut und als 250. Lokomotive der Baureihe geliefert. Zunächst war sie in Wales im Einsatz, bevor sie 1939 erstmals abgestellt wurde. Aufgrund des akuten Lokomotivmangels während des Zweiten Weltkriegs erfolgte jedoch eine gründliche Überholung, und im Dezember 1940 kehrte sie zurück in den Betriebsdienst. 
In den folgenden Jahren wurde Nr. 1054 an verschiedenen Standorten eingesetzt, sowohl für lokale Personenzüge als auch als Rangierlokomotive in Kohlenzechen. In den 1950er Jahren war sie unter anderem in Shrewsbury vor Personenzügen eingesetzt und wurde zeitweise in Abergavenny stationiert. Von dort aus verlieh man sie für ein Jahr an das National Coal Board, wo sie in der Windsor Colliery in Ynysybwl bei Pontypridd für Rangierarbeiten eingesetzt wurde.
Im Jahr 1958 wurde die Lokomotive Nr. 1054 endgültig ausgemustert – nach  70 Dienstjahren und über einer Million zurückgelegter Kilometer. Ihrem drohenden Schicksal der Verschrottung entging sie dank des Engagements eines Depotleiters, der zu ihrer Rettung aufrief. Für 666 Pfund konnte ein Eisenbahnverein die Lokomotive erwerben und sie im Anschluss im Werk Crewe restaurieren, wobei sie ihren ursprünglichen LNWR-Anstrich zurückerhielt. Heute gehört die Lokomotive der Bahamas Locomotive Society und ist auf der Keighley and Worth Valley Railway im Einsatz.

## Technik
Die Coal-Tank-Lokomotiven basierten konstruktiv auf den Schlepptenderlokomotiven der 17in-Coal-Klasse. Deren robuste und kostengünstige Bauweise diente als Grundlage für die Entwicklung der Tenderlokomotiv-Variante. Dabei wurden die aus Gusseisen gefertigten Treibräder mit H-Profil-Speichen übernommen, die in der Herstellung kostengünstig waren. 
Für die Tenderlokomotive wurde der Rahmen verlängert, um Platz für einen hinter dem Führerstand angeordneten Kohlenkasten zu schaffen. Dieser wurde von einer radial einstellbaren Nachlaufachse getragen. Der Wasservorrat wurde in zwei seitlich angeordneten Wasserkästen untergebracht. Der Antrieb erfolgte durch ein innenliegendes Zweizylinder-Triebwerk mit Flachschiebern, die durch eine ebenfalls innenliegende Stephenson-Steuerung wurden. 